# Алексеевка (Уфимский район)
Алексе́евка (баш. Алексеевка) — деревня в Уфимском районе Башкортостана. Административный центр Алексеевского сельсовета.

## География
Расстояние до:
- районного центра (Уфа): 10 км,
- ближайшей ж/д станции (Уфа): 10 км.

## Население
| 2002  | 2009  | 2010  | 2012  | 2013  | 2014  | 2015  |
| ----- | ----- | ----- | ----- | ----- | ----- | ----- |
| 3958  | ↗4297 | ↗4611 | ↗4774 | ↗4899 | ↗5090 | ↗5178 |
| 2016  | 2017  | 2021  |       |       |       |       |
| ↗5321 | ↗5426 | ↗5469 |       |       |       |       |

### Национальный состав
Согласно переписи 2002 года, преобладающая национальность —  русские (38 %), татары (32 %) из общей численности в 3958 чел..
Согласно переписи 2020 года, преобладающая национальность — русские (39,1 %), татары (28,4 %), башкиры (26,8 %).

## Достопримечательности
- Памятник труженикам тыла и детям войны уфимского скульптора Рустема Хасанова, открыт в 2017 году[14].

## Религия
В деревне есть Соборная мечеть и православная церковь Спаса Нерукотворного Образа.

## Галерея

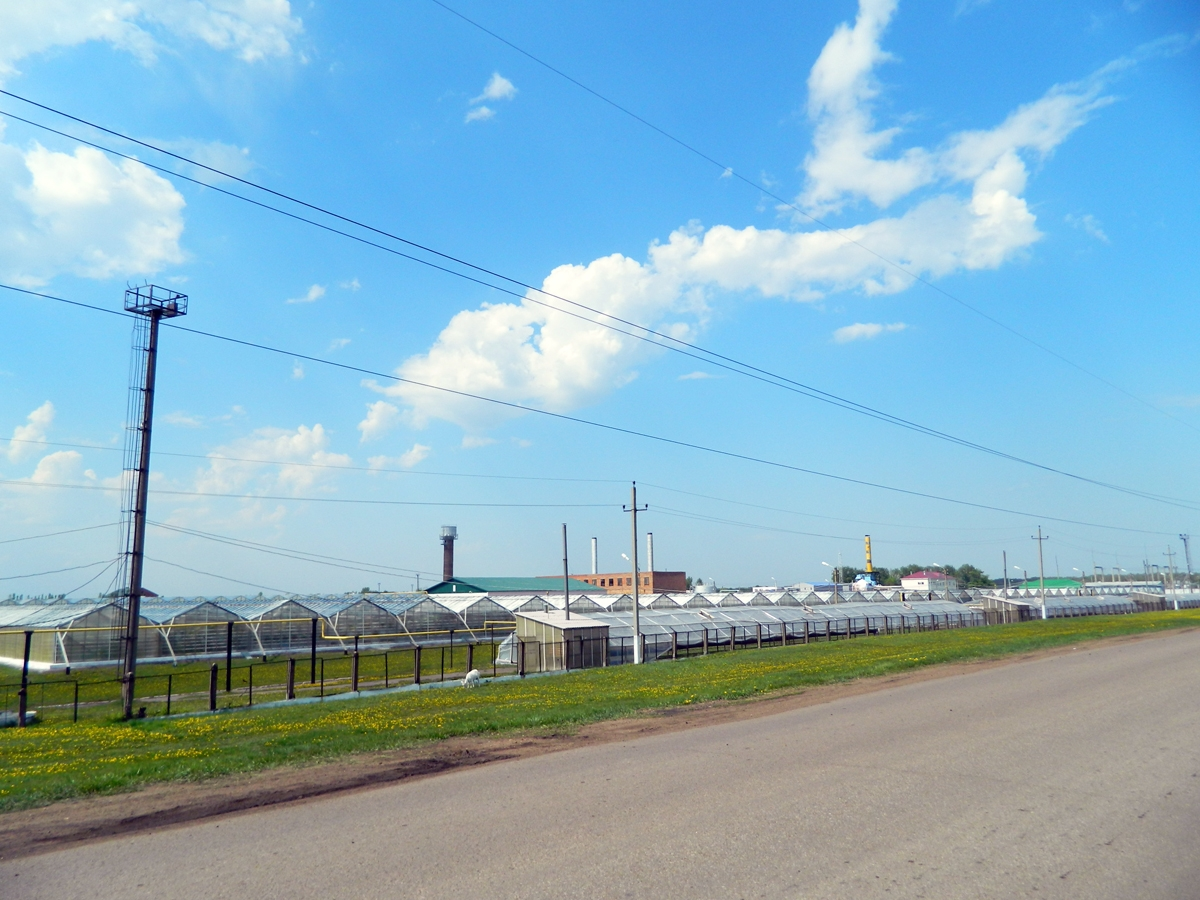
Тепличное хозяйство в деревне Алексеевка
Соборная мечеть
Сосновое озеро около деревни